# 金河王
《金河王》（The King of the Golden River），是英國作家暨藝術評論家約翰·拉斯金於十九世紀寫的作品。他寫的故事有很多都是描述風景。金河王是描述三兄弟，二哥和大哥都是粗暴的、不願幫助別人的，小弟是善良的。後來金河王把二哥和大哥變成黑石頭，幫助小弟。